# Trinay
Trinay és un municipi francès, situat al departament del Loiret i a la regió de Centre – Vall del Loira. L'any 2007 tenia 206 habitants.

## Demografia

### Població
El 2007 la població de fet de Trinay era de 206 persones. Hi havia 80 famílies, de les quals 8 eren unipersonals (4 homes vivint sols i 4 dones vivint soles), 36 parelles sense fills i 36 parelles amb fills.
La població ha evolucionat segons el següent gràfic:
Habitants censats

### Habitatges
El 2007 hi havia 93 habitatges, 80 eren l'habitatge principal de la família, 10 eren segones residències i 3 estaven desocupats. 91 eren cases i 2 eren apartaments. Dels 80 habitatges principals, 69 estaven ocupats pels seus propietaris i 11 estaven llogats i ocupats pels llogaters; 1 tenia dues cambres, 17 en tenien tres, 16 en tenien quatre i 46 en tenien cinc o més. 71 habitatges disposaven pel capbaix d'una plaça de pàrquing. A 28 habitatges hi havia un automòbil i a 52 n'hi havia dos o més.

### Piràmide de població
La piràmide de població per edats i sexe el 2009 era:
| Homes | Edats   | Dones |
| ----- | ------- | ----- |
| 0     | 95 o +  | 0     |
| 0     | 90 a 94 | 0     |
| 0     | 85 a 89 | 0     |
| 0     | 80 a 84 | 4     |
| 0     | 75 a 79 | 0     |
| 8     | 70 a 74 | 4     |
| 4     | 65 a 69 | 4     |
| 4     | 60 a 64 | 4     |
| 8     | 55 a 59 | 0     |
| 8     | 50 a 54 | 20    |
| 12    | 45 a 49 | 4     |
| 4     | 40 a 44 | 8     |
| 4     | 35 a 39 | 4     |
| 4     | 30 a 34 | 8     |
| 12    | 25 a 29 | 8     |
| 4     | 20 a 24 | 4     |
| 0     | 15 a 19 | 8     |
| 4     | 10 a 14 | 4     |
| 20    | 5 a 9   | 8     |
| 8     | 0 a 4   | 4     |

## Economia
El 2007 la població en edat de treballar era de 143 persones, 117 eren actives i 26 eren inactives. De les 117 persones actives 114 estaven ocupades (58 homes i 56 dones) i 3 estaven aturades (3 dones i 3 dones). De les 26 persones inactives 9 estaven jubilades, 12 estaven estudiant i 5 estaven classificades com a «altres inactius».

### Ingressos
El 2009 a Trinay hi havia 83 unitats fiscals que integraven 225 persones, la mediana anual d'ingressos fiscals per persona era de 21.397 €.

### Activitats econòmiques
Dels 7 establiments que hi havia el 2007, 6 eren d'empreses de construcció i 1 d'una empresa classificada com a «altres activitats de serveis».
Dels 5 establiments de servei als particulars que hi havia el 2009, 2 eren paletes, 1 guixaire pintor, 1 lampisteria i 1 electricista.
L'any 2000 a Trinay hi havia 19 explotacions agrícoles.

## Poblacions més properes
El següent diagrama mostra les poblacions més properes.